# Уильям Хэй, 11-й маркиз Твиддэйл
Уильям Джордж Монтегю Хэй, 11-й маркиз Твиддэйл (англ. William George Montagu Hay, 11th Marquess of Tweeddale; 4 ноября 1884 — 30 марта 1967) — шотландский аристократ, землевладелец и военный.

## Ранняя жизнь
Уильям Джордж Монтегю Хэй родился 4 ноября 1884 года. Старший сын Уильяма Хэя, 10-го маркиза Твиддэйла (1826—1911) и Кандиды Луизы Бартолуччи, маркизы Твиддэйл (1854—1925). Его младший брат, лорд Артур Хэй (который женился на Менде Ралли), был убит в 1914 году во время битвы при Эне, а другим младшим братом (и предполагаемым наследником) был полковник лорд Эдвард Дуглас Хэй.
Его отец Уильям Хэй был третьим сыном Джорджа Хэя, 8-го маркиза Твиддэйла, и леди Сьюзен Монтегю, дочери Уильяма Монтегю, 5-го герцога Манчестера. Его мать была третьей дочерью Винченцо Бартолуччи (сына генерала Луиджи Бартолуччи) и Клементины Дандас (второй дочери подполковника Томаса Дандаса, внука Александра Хьюма, 9-го графа Хьюма, и Шарлотты Анны Боултби). Его дядя, Артур Хэй, 9-й маркиз Твиддэйл, был женат на Джулии Маккензи, а после его смерти она снова вышла замуж за сэра Джона Роуза, 1-го баронета, и Уильяма Эванс-Гордона, члена парламента. Другой дядя, лорд Джон Хэй, был адмиралом флота в 1888 году.
Его дед по материнской линии был родом из Кантиано в Марке, Италия, а тетя, Эвелин Бартолуччи, была второй женой адмирала сэра Астли Купера Кея.
Он получил образование в Итонском колледже в Виндзоре, прежде чем поступить в Крайст-Черч в Оксфорде.

## Карьера
С 1903 по 1905 год Уильям Хэй был 2-м лейтенантом в Лотианском и Бервикширском имперском йоменском полку и 1-м лейб-гвардейском полку с 1905 по 1908 год. Он служил лейтенантом в 1-м лейб-гвардейском полку с 1908 по 1909 год. Служил во время Первой мировой войны во Франции в гвардии с 1914 по 1915 год. С 1915 по 1917 год он был временным майором 3-й лоулендской бригады.
В 1944 году он сменил Уолтера Хепберна-Скотта, 9-го лорда Полуарта, на посту лорда-лейтенанта Ист-Лотиана, где прослужил до своей смерти в 1967 году. С 1952 по 1967 год он был одним из четырех прапорщиков Королевской роты лучников. Лорд Твиддэйл был мировым судьей Ист-Лотиана в 1955 году.

## Личная жизнь
7 декабря 1912 года маркиз Твиддейл женился на Маргарите Кристин Ралли (? — 15 октября 1944), двоюродной сестре жены своего брата. Маргарита была дочерью Александра Ралли и Хелен (урожденной Кэрью) Ралли. После развода родителей, ее мать повторно вышла замуж за Льюиса Эйнштейна, посла США в Чехословакии. Её тетя Кэтрин Джейн Кэрью, была второй женой сэра Эдварда Боска Слейдена, и Джесси Филиппа Карью, еще одна тетя, была женой Фрэнсиса Стонора, 4-го барона Камойса. У супругов было пятеро детей:
- Леди Элен Кандида Хэй (5 сентября 1913 — 4 января 2011), которая в 1933 году вышла замуж за Лайонела Берри, 2-го виконта Кемсли (1909—1999)[12]
- Леди Маргарет Джорджина Кристин Хэй (19 марта 1916 — 25 марта 2003), которая в 1941 году вышла замуж за капитана Артура Николаса Кольриджа (1915—1988), внука достопочтенного Стивена Кольриджа и Джона Годли, 1-го барона Килбрекена[8].
- Леди Кристин Дафна Хэй (29 марта 1919 — 25 июля 2000), 1-й муж с 1939 года (развод в 1947) подполковник Дэвид Морли-Флетчер (1910—1971), сын Бернарда Морли-Флетчера; 2-й муж с 1957 года подполковник Фрэнсис Роберт Камерон Стюарт (? — 1996), сын сэра Фрэнсиса Хью Стюарта[8].
- Леди Фрэнсис Элизабет Энн Хэй (род. 27 октября 1926), которая в 1956 году вышла замуж за Найджела Артура Пирсона (? — 1975), единственного сына сэра Невилла Пирсона, 2-го баронета[13].
- Лорд Хэй (род. 16 июля 1928), неназванный сын, умерший при рождении[8].

После смерти своей первой жены 15 октября 1944 года лорд Твиддейл 24 марта 1945 года снова женился на Марджори Хелен (урожденной Уогг) Неттлфолд (? — 24 ноября 1977). Марджори была бывшей женой подполковника Джозефа Генри Неттлфолда и дочерью Генри Джона Уогга.
82-летний Лорд Твиддэйл скончался 30 марта 1967 года, не оставив наследником мужского пола (его единственный сын умер при рождении) Ему наследовал его племянник, Дэвид Джордж Монтегю Хэй (1921—1979), который стал 12-й маркиз Твиддэйлом. После его смерти семейное поместье Йестер-хаус было продано в конце 1960-х годов двум торговцам антиквариатом, а в 1972 году его купил итало-американский композитор Джан Карло Менотти из-за акустики бального зала. Его вдова, вдовствующая маркиза Твиддэйл, умерла 24 ноября 1977 года.